# ТЕС Мюнхен Зюд
48°6′50.7″ пн. ш. 11°33′20.6″ сх. д. / 48.114083° пн. ш. 11.555722° сх. д.
ТЕС Мюнхен Зюд (Munchen Sud) – теплова електростанція на півдні Німеччини у федеральній землі Баварія. 
На площадці станції, розташованій безпосередньо у столиці Баварії Мюнхені, діяльність з виробництва електроенергії здійснювалась із 1899 року. Перший енергоблок нової ТЕС, що створювалась з використанням технології комбінованого парогазового циклу та розрахованої на використання природного газу, ввели в експлуатацію у 1980 році. Він оснащений турбінами компанії Siemens: двома газовими V94.1 потужністю по 98,9 МВт та однією паровою 82,7 МВт. 
В 2004 році станцію доповнили блоком Gud2, у складі якого працюють три турбіни однакової потужності по 139 МВт: дві газові General Electric 9001E та одна парова Alstom.
Окрім виробництва електроенергії, станція постачає тепло споживачам Мюнхену, причому її максимальна теплова потужність – 814 МВт – перевищує електричну.
Видача електроенергії відбувається по ЛЕП напругою 110 кВ.